# Norbert Madaras
Norbert Madaras (Eger, 1. prosinca 1979.), mađarski vaterpolist, igrač Pro Recca. Visok je 191 cm i ima masu 91 kg.
Kao igrač Ferencvárosa u sezoni 2018./19. osvojio je naslov prvaka Europe.